# Kathy Jordan
Pour les articles homonymes, voir Jordan.
Ne pas confondre avec Barbara Jordan, sa sœur aînée également joueuse de tennis.
Kathryn « Kathy » Jordan (née le 3 décembre 1959 à Bryn Mawr, Pennsylvanie) est une joueuse de tennis américaine, professionnelle de juin 1979 à septembre 1991.
En 1983, elle a atteint la finale de l'Open d'Australie en simple dames ; mais à la différence de sa sœur aînée Barbara, victorieuse de Sharon Walsh quatre ans plus tôt, elle s'incline face à la favorite Martina Navrátilová. Près de vingt ans avant les Williams, c'est alors la première fois que deux sœurs accèdent l'une et l'autre à un tel stade de la compétition en Grand Chelem, depuis Maud et Lillian Watson à Wimbledon en 1884. Elle s'illustre aussi à deux reprises à Wimbledon, parvenant en 1/4 de finale en 1983 après une victoire sur la numéro deux mondiale Chris Evert, puis en 1/2 finale l'année suivante après une victoire sur Pam Shriver.
C'est toutefois en double dames que Kathy Jordan s'est le plus particulièrement illustrée, remportant plus de quarante titres WTA dans cette spécialité, dont cinq titres en Grand Chelem, chacun au moins une fois. Elle obtient l'un de ses plus beaux succès en grand chelem à Wimbledon en 1985 avec Elizabeth Smylie, en battant en finale Pam Shriver et Martina Navrátilová, mettant fin à cette occasion à une série de 109 matchs consécutifs (dont les huit tournois du grand chelem précédents) remportés par la paire américaine.
Elle s'est enfin imposée deux fois en double mixte avec Ken Flach en 1986, à Roland-Garros et Wimbledon.

## Palmarès

### Titres en simple dames
| No | Date       | Nom et lieu du tournoi                  | Catégorie | Dotation  | Surface         | Finaliste        | Score         |          |
| -- | ---------- | --------------------------------------- | --------- | --------- | --------------- | ---------------- | ------------- | -------- |
| 1  | 08-01-1979 | Avon Future of San Antonio, San Antonio | Futures   | 25 000 $  | NC              | Linda Siegel     | 6-2, 7-5      | Parcours |
| 2  | 13-03-1979 | Avon Futures Championships, Orlando     | Futures   | 35 000 $  | Dur (ext.)      | Regina Maršíková | 4-6, 6-1, 6-4 | Parcours |
| 3  | 15-03-1982 | Avon Championships of Boston, Boston    | Champ’s   | 150 000 $ | Moquette (int.) | Wendy Turnbull   | 7-5, 1-6, 6-4 | Parcours |

### Finales en simple dames
| No | Date       | Nom et lieu du tournoi                        | Catégorie  | Dotation  | Surface         | Vainqueure          | Score         |          |
| -- | ---------- | --------------------------------------------- | ---------- | --------- | --------------- | ------------------- | ------------- | -------- |
| 1  | 13-08-1979 | Central Fidelity Bank International, Richmond |            | 100 000 $ | Moquette (int.) | Martina Navrátilová | 6-1, 6-3      | Parcours |
| 2  | 25-04-1983 | Virginia Slims of Atlanta, Atlanta            |            | 150 000 $ | Dur (ext.)      | Pam Shriver         | 6-2, 6-0      | Parcours |
| 3  | 19-09-1983 | Central Fidelity Bank International, Richmond |            | 150 000 $ | Moquette (int.) | Rosalyn Fairbank    | 6-4, 5-7, 6-4 | Parcours |
| 4  | 03-10-1983 | Virginia Slims of Detroit, Détroit            |            | 150 000 $ | Moquette (int.) | Virginia Ruzici     | 4-6, 6-4, 6-2 | Parcours |
| 5  | 21-11-1983 | NSW Building Society, Sydney                  |            | 150 000 $ | Gazon (ext.)    | Jo Durie            | 6-3, 7-5      | Parcours |
| 6  | 28-11-1983 | Marlboro Australian Open, Melbourne           | G. Chelem  | 500 000 $ | Gazon (ext.)    | Martina Navrátilová | 6-2, 7-6      | Parcours |
| 7  | 19-03-1984 | Virginia Slims of Dallas, Dallas              | VS Tour C3 | 150 000 $ | Moquette (int.) | Hana Mandlíková     | 7-6, 3-6, 6-1 | Parcours |
| 8  | 18-06-1984 | Eastbourne Championships, Eastbourne          |            | 175 000 $ | Gazon (ext.)    | Martina Navrátilová | 6-4, 6-1      | Parcours |
| 9  | 13-05-1985 | Melbourne Indoors, Melbourne                  |            | 75 000 $  | Moquette (int.) | Pam Shriver         | 6-4, 6-4      | Parcours |
| 10 | 24-02-1986 | Virginia Slims of California, Oakland         |            | 150 000 $ | Moquette (int.) | Chris Evert         | 6-2, 6-4      | Parcours |

### Titres en double dames
| No | Date       | Nom et lieu du tournoi                        | Catégorie  | Dotation    | Surface         | Partenaire          | Finalistes                            | Score         |          |
| -- | ---------- | --------------------------------------------- | ---------- | ----------- | --------------- | ------------------- | ------------------------------------- | ------------- | -------- |
| 1  | 08-01-1979 | Avon Future of San Antonio San Antonio        | Futures    | 25 000 $    | NC              | Wendy White         | Bunny Bruning Valerie Ziegenfuss      | 6-2, 6-2      | Parcours |
| 2  | 06-08-1979 | US Clay Court Championships Indianapolis      |            | 100 000 $   | Terre (ext.)    | Anne Smith          | Penny Johnson Paula Smith             | 6-1, 6-0      | Parcours |
| 3  | 07-04-1980 | Family Circle Cup Hilton Head                 |            | 150 000 $   | Terre (ext.)    | Anne Smith          | Candy Reynolds Paula Smith            | 6-2, 6-1      | Parcours |
| 4  | 26-05-1980 | Roland-Garros Paris                           | G. Chelem  | 250 000 $   | Terre (ext.)    | Anne Smith          | Ivanna Madruga Adriana Villagrán      | 6-1, 6-0      | Parcours |
| 5  | 16-06-1980 | BMW Championships Eastbourne                  |            | 125 000 $   | Gazon (ext.)    | Anne Smith          | Pam Shriver Betty Stöve               | 6-4, 6-1      | Parcours |
| 6  | 23-06-1980 | The Championships Wimbledon                   | G. Chelem  | 259 000 $   | Gazon (ext.)    | Anne Smith          | Rosie Casals Wendy Turnbull           | 4-6, 7-5, 6-1 | Parcours |
| 7  | 15-09-1980 | Buick Riviera Classic Las Vegas               |            | 200 000 $   | Dur (int.)      | Anne Smith          | Martina Navrátilová Betty Stöve       | 2-6, 6-4, 6-3 | Parcours |
| 8  | 20-10-1980 | Daihatsu Challenge Brighton                   |            | 125 000 $   | Moquette (int.) | Anne Smith          | Martina Navrátilová Betty Stöve       | 6-3, 7-5      | Parcours |
| 9  | 19-01-1981 | Avon Championships of Cincinnati Cincinnati   |            | 150 000 $   | Moquette (int.) | Anne Smith          | Martina Navrátilová Pam Shriver       | 1-6, 6-3, 6-3 | Parcours |
| 10 | 20-04-1981 | Murjani WTA Championships Amelia Island       |            | 250 000 $   | Terre (ext.)    | Paula Smith         | Joanne Russell Virginia Ruzici        | 6-3, 5-7, 7-6 | Parcours |
| 11 | 27-07-1981 | Wells Fargo Open San Diego                    |            | 125 000 $   | Dur (ext.)      | Candy Reynolds      | Rosie Casals Pam Shriver              | 6-1, 2-6, 6-4 | Parcours |
| 12 | 31-08-1981 | US Open Flushing Meadows                      | G. Chelem  | 400 000 $   | Dur (ext.)      | Anne Smith          | Rosie Casals Wendy Turnbull           | 6-3, 6-3      | Parcours |
| 13 | 30-11-1981 | Toyota Australian Open Melbourne              | G. Chelem  | 200 000 $   | Gazon (ext.)    | Anne Smith          | Martina Navrátilová Pam Shriver       | 6-2, 7-5      | Parcours |
| 14 | 04-01-1982 | Avon Championships of Washington Washington   | Champ’s    | 200 000 $   | Moquette (int.) | Anne Smith          | Martina Navrátilová Pam Shriver       | 6-2, 3-6, 6-1 | Parcours |
| 15 | 15-02-1982 | Avon Championships of Houston Houston         | Champ’s    | 100 000 $   | Moquette (int.) | Pam Shriver         | Sue Barker Sharon Walsh               | 7-6, 6-2      | Parcours |
| 16 | 01-03-1982 | Avon Championships of Los Angeles Los Angeles | Champ’s    | 150 000 $   | Moquette (int.) | Anne Smith          | Barbara Potter Sharon Walsh           | 6-3, 7-5      | Parcours |
| 17 | 15-03-1982 | Avon Championships of Boston Boston           | Champ’s    | 150 000 $   | Moquette (int.) | Anne Smith          | Rosie Casals Wendy Turnbull           | 7-6, 2-6, 6-4 | Parcours |
| 18 | 26-07-1982 | Wells Fargo Open San Diego                    | Series 4   | 125 000 $   | Dur (ext.)      | Paula Smith         | Pat Medrado Cláudia Monteiro          | 6-3, 5-7, 7-6 | Parcours |
| 19 | 09-08-1982 | Toyota Classic Atlanta                        | Series 3   | 100 000 $   | Dur (ext.)      | Betsy Nagelsen      | Chris Evert Billie Jean King          | 4-6, 7-6, 7-6 | Parcours |
| 20 | 28-02-1983 | Congoleum Classic Palm Springs                |            | 50 000 $    | Dur (ext.)      | Ann Kiyomura        | Dianne Balestrat Betty Stöve          | 6-2, 6-2      | Parcours |
| 21 | 03-10-1983 | Virginia Slims of Detroit Détroit             |            | 150 000 $   | Moquette (int.) | Barbara Potter      | Rosie Casals Wendy Turnbull           | 6-4, 6-1      | Parcours |
| 22 | 16-04-1984 | WTA Championships Amelia Island               | VS Tour C4 | 250 000 $   | Terre (ext.)    | Anne Smith          | Anne Hobbs Mima Jaušovec              | 6-4, 3-6, 6-4 | Parcours |
| 23 | 20-08-1984 | Player’s Canadian Open Montréal               |            | 200 000 $   | Dur (ext.)      | Elizabeth Sayers    | Claudia Kohde-Kilsch Hana Mandlíková  | 6-1, 6-2      | Parcours |
| 24 | 21-01-1985 | Virginia Slims of Florida Key Biscayne        |            | 150 000 $   | Dur (ext.)      | Elizabeth Smylie    | Svetlana Cherneva Larisa Savchenko    | 6-4, 7-6      | Parcours |
| 25 | 28-01-1985 | BMW Championships Marco Island                |            | 100 000 $   | Dur (ext.)      | Elizabeth Smylie    | Camille Benjamin Bonnie Gadusek       | 6-3, 6-3      | Parcours |
| 26 | 05-04-1985 | Bridgestone Doubles Tokyo                     |            | 175 000 $   | Moquette (int.) | Elizabeth Smylie    | Betsy Nagelsen Anne White             | 4-6, 7-5, 6-2 | Parcours |
| 27 | 24-06-1985 | The Championships Wimbledon                   | G. Chelem  | 900 000 $   | Gazon (ext.)    | Elizabeth Smylie    | Martina Navrátilová Pam Shriver       | 5-7, 6-3, 6-4 | Parcours |
| 28 | 12-08-1985 | United Jersey Bank Classic Mahwah             |            | 150 000 $   | Dur (ext.)      | Elizabeth Smylie    | Claudia Kohde-Kilsch Helena Suková    | 7-6, 6-3      | Parcours |
| 29 | 16-09-1985 | Virginia Slims of Chicago Chicago             |            | 150 000 $   | Moquette (int.) | Elizabeth Smylie    | Elise Burgin Joanne Russell           | 6-2, 6-2      | Parcours |
| 30 | 20-01-1986 | Virginia Slims of Kansas Wichita              |            | 75 000 $    | Moquette (int.) | Candy Reynolds      | Joanne Russell Anne Smith             | 6-3, 6-7, 6-3 | Parcours |
| 31 | 27-01-1986 | Virginia Slims of Florida Key Biscayne        |            | 250 000 $   | Dur (ext.)      | Elizabeth Smylie    | Betsy Nagelsen Barbara Potter         | 7-6, 2-6, 6-2 | Parcours |
| 32 | 03-03-1986 | US Indoors Princeton                          |            | 150 000 $   | Moquette (int.) | Elizabeth Smylie    | Hana Mandlíková Helena Suková         | 6-3, 7-5      | Parcours |
| 33 | 29-09-1986 | Hewlett-Packard Trophy Hilversum              |            | 75 000 $    | Moquette (int.) | Helena Suková       | Tine Scheuer-Larsen Catherine Tanvier | 7-5, 6-1      | Parcours |
| 34 | 13-04-1987 | Suntory Japan Open Tokyo                      |            | 75 000 $    | Dur (ext.)      | Betsy Nagelsen      | Sandy Collins Sharon Walsh-Pete       | 6-3, 7-5      | Parcours |
| 35 | 20-04-1987 | Virginia Slims of Houston Houston             |            | 150 000 $   | Terre (ext.)    | Martina Navrátilová | Zina Garrison Lori McNeil             | 6-2, 6-4      | Parcours |
| 36 | 27-07-1987 | California State Championships Aptos          |            | 50 000 $    | Dur (ext.)      | Robin White         | Lea Antonoplis Barbara Gerken         | 6-1, 6-0      | Parcours |
| 37 | 19-10-1987 | Volvo Classic Brighton                        |            | 200 000 $   | Moquette (int.) | Helena Suková       | Tine Scheuer-Larsen Catherine Tanvier | 7-5, 6-1      | Parcours |
| 38 | 26-03-1990 | US Hard Court Championships San Antonio       | Tier III   | 225 000 $   | Dur (ext.)      | Elizabeth Smylie    | Gigi Fernández Robin White            | 7-5, 7-5      | Parcours |
| 39 | 09-04-1990 | Suntory Japan Open Tokyo                      | Tier IV    | 150 000 $   | Dur (ext.)      | Elizabeth Smylie    | Hu Na Michelle Jaggard                | 6-0, 3-6, 6-1 | Parcours |
| 40 | 29-10-1990 | Virginia Slims of Nashville Nashville         | Tier IV    | 150 000 $   | Dur (int.)      | Larisa Neiland      | Brenda Schultz Caroline Vis           | 6-1, 6-2      | Parcours |
| 41 | 12-11-1990 | Virginia Slims Championships New York         | Masters    | 3 000 000 $ | Moquette (int.) | Elizabeth Smylie    | Mercedes Paz Arantxa Sánchez          | 7-6, 6-4      | Parcours |
| 42 | 28-01-1991 | Pan Pacific Open Tokyo                        | Tier II    | 350 000 $   | Moquette (int.) | Elizabeth Smylie    | Mary Joe Fernández Robin White        | 4-6, 6-0, 6-3 | Parcours |

### Finales en double dames
| No | Date       | Nom et lieu du tournoi                          | Catégorie | Dotation    | Surface         | Vainqueures                          | Partenaire       | Score         |          |
| -- | ---------- | ----------------------------------------------- | --------- | ----------- | --------------- | ------------------------------------ | ---------------- | ------------- | -------- |
| 1  | 21-01-1980 | Avon Championships of Chicago Chicago           |           | 200 000 $   | Moquette (int.) | Billie Jean King Martina Navrátilová | Sylvia Hanika    | 6-3, 6-4      | Parcours |
| 2  | 04-02-1980 | Avon Championships of Los Angeles Inglewood     |           | 125 000 $   | Moquette (int.) | Rosie Casals Martina Navrátilová     | Anne Smith       | 7-6, 6-2      | Parcours |
| 3  | 18-02-1980 | Avon Championships of Detroit Détroit           |           | 200 000 $   | Moquette (int.) | Billie Jean King Ilana Kloss         | Anne Smith       | 3-6, 6-3, 6-2 | Parcours |
| 4  | 14-04-1980 | Murjani WTA Championships Amelia Island         |           | 100 000 $   | Terre (ext.)    | Rosie Casals Ilana Kloss             | Pam Shriver      | 7-6, 7-6      | Parcours |
| 5  | 22-09-1980 | Davidson’s Classic Atlanta                      |           | 100 000 $   | Moquette (int.) | Barbara Potter Sharon Walsh          | Anne Smith       | 6-3, 6-1      | Parcours |
| 6  | 03-11-1980 | Porsche Grand Prix Filderstadt                  |           | 125 000 $   | Dur (int.)      | Hana Mandlíková Betty Stöve          | Anne Smith       | 6-4, 7-5      | Parcours |
| 7  | 09-03-1981 | Avon Championships of Dallas Dallas             |           | 200 000 $   | Moquette (int.) | Martina Navrátilová Pam Shriver      | Anne Smith       | 7-5, 6-4      | Parcours |
| 8  | 15-06-1981 | BMW Championships Eastbourne                    |           | 125 000 $   | Gazon (ext.)    | Martina Navrátilová Pam Shriver      | Anne Smith       | 6-7, 6-2, 6-1 | Parcours |
| 9  | 22-06-1981 | The Championships Wimbledon                     | G. Chelem | 300 000 $   | Gazon (ext.)    | Martina Navrátilová Pam Shriver      | Anne Smith       | 6-3, 7-6      | Parcours |
| 10 | 10-08-1981 | Central Fidelity Bank International Richmond    |           | 100 000 $   | Moquette (int.) | Sue Barker Ann Kiyomura              | Anne Smith       | 4-6, 6-7, 6-4 | Parcours |
| 11 | 23-11-1981 | Building Society NSW Open Sydney                |           | 125 000 $   | Gazon (ext.)    | Martina Navrátilová Pam Shriver      | Anne Smith       | 6-7, 6-2, 6-4 | Parcours |
| 12 | 18-01-1982 | Avon Championships of Seattle Seattle           | Champ’s   | 150 000 $   | Moquette (int.) | Rosie Casals Wendy Turnbull          | Anne Smith       | 7-5, 6-4      | Parcours |
| 13 | 22-02-1982 | Avon Championships of California Oakland        | Champ’s   | 150 000 $   | Moquette (int.) | Barbara Potter Sharon Walsh          | Pam Shriver      | 6-1, 3-6, 7-6 | Parcours |
| 14 | 22-03-1982 | Avon Circuit Championships New York             | Masters   | 300 000 $   | Moquette (int.) | Martina Navrátilová Pam Shriver      | Anne Smith       | 6-4, 6-3      | Parcours |
| 15 | 15-04-1982 | Bridgestone Doubles Fort Worth                  | Series 5  | 150 000 $   | Moquette (int.) | Martina Navrátilová Pam Shriver      | Anne Smith       | 7-5, 6-3      | Parcours |
| 16 | 26-04-1982 | United Airlines Tournament Orlando              | Series 7  | 200 000 $   | Terre (ext.)    | Rosie Casals Wendy Turnbull          | Anne Smith       | 6-3, 6-3      | Parcours |
| 17 | 14-06-1982 | BMW Championships Eastbourne                    | Series 5  | 150 000 $   | Gazon (ext.)    | Martina Navrátilová Pam Shriver      | Anne Smith       | 6-3, 6-4      | Parcours |
| 18 | 21-06-1982 | The Championships Wimbledon                     | G. Chelem | 350 000 $   | Gazon (ext.)    | Martina Navrátilová Pam Shriver      | Anne Smith       | 6-4, 6-1      | Parcours |
| 19 | 03-01-1983 | Virginia Slims of Washington Washington         |           | 150 000 $   | Moquette (int.) | Martina Navrátilová Pam Shriver      | Anne Smith       | 4-6, 7-5, 6-3 | Parcours |
| 20 | 31-01-1983 | Murjani Cup Palm Beach Gardens                  |           | 150 000 $   | Terre (ext.)    | Barbara Potter Sharon Walsh          | Paula Smith      | 6-4, 4-6, 6-2 | Parcours |
| 21 | 14-02-1983 | Virginia Slims of Chicago Chicago               |           | 150 000 $   | Moquette (int.) | Martina Navrátilová Pam Shriver      | Anne Smith       | 6-1, 6-2      | Parcours |
| 22 | 14-03-1983 | Virginia Slims of Boston Boston                 |           | 150 000 $   | Moquette (int.) | Jo Durie Ann Kiyomura                | Anne Smith       | 6-3, 6-1      | Parcours |
| 23 | 28-03-1983 | Bridgestone Doubles Tokyo                       |           | 150 000 $   | Moquette (int.) | Billie Jean King Sharon Walsh        | Anne Smith       | 6-1, 6-1      | Parcours |
| 24 | 23-05-1983 | Roland-Garros Paris                             | G. Chelem | 350 000 $   | Terre (ext.)    | Rosalyn Fairbank Candy Reynolds      | Anne Smith       | 5-7, 7-5, 6-2 | Parcours |
| 25 | 19-09-1983 | Central Fidelity Bank International Richmond    |           | 150 000 $   | Moquette (int.) | Rosalyn Fairbank Candy Reynolds      | Barbara Potter   | 6-7, 6-2, 6-1 | Parcours |
| 26 | 26-09-1983 | US Indoors Hartford                             |           | 150 000 $   | Moquette (int.) | Billie Jean King Sharon Walsh        | Barbara Potter   | 3-6, 6-3, 6-4 | Parcours |
| 27 | 25-06-1984 | The Championships Wimbledon                     | G. Chelem | 680 000 $   | Gazon (ext.)    | Martina Navrátilová Pam Shriver      | Anne Smith       | 6-3, 6-4      | Parcours |
| 28 | 05-02-1985 | Lipton International Championships Delray Beach |           | 750 000 $   | Dur (ext.)      | Gigi Fernández Martina Navrátilová   | Hana Mandlíková  | 7-6, 6-2      | Parcours |
| 29 | 13-05-1985 | Melbourne Indoors Melbourne                     |           | 75 000 $    | Moquette (int.) | Pam Shriver Elizabeth Smylie         | Anne Hobbs       | 6-2, 5-7, 6-1 | Parcours |
| 30 | 17-06-1985 | Pilkington Glass Championships Eastbourne       |           | 175 000 $   | Gazon (ext.)    | Martina Navrátilová Pam Shriver      | Elizabeth Smylie | 7-5, 6-4      | Parcours |
| 31 | 28-03-1986 | Bridgestone Doubles Nashville                   |           | 175 000 $   | Moquette (int.) | Barbara Potter Pam Shriver           | Elizabeth Smylie | 6-4, 6-3      | Parcours |
| 32 | 31-03-1986 | Tournament of Champions Marco Island            |           | 150 000 $   | Terre (ext.)    | Martina Navrátilová Andrea Temesvári | Elise Burgin     | 7-5, 6-2      | Parcours |
| 33 | 13-07-1987 | Virginia Slims of Newport Newport (RI)          |           | 150 000 $   | Gazon (ext.)    | Gigi Fernández Lori McNeil           | Anne Hobbs       | 7-6, 7-5      | Parcours |
| 34 | 31-08-1987 | US Open Flushing Meadows                        | G. Chelem | 1 757 958 $ | Dur (ext.)      | Martina Navrátilová Pam Shriver      | Elizabeth Smylie | 5-7, 6-4, 6-2 | Parcours |
| 35 | 21-05-1990 | Internationaux de Strasbourg Strasbourg         | Tier IV   | 150 000 $   | Terre (ext.)    | Nicole Provis Elna Reinach           | Elizabeth Smylie | 6-1, 6-4      | Parcours |
| 36 | 25-06-1990 | The Championships Wimbledon                     | G. Chelem | 2 561 585 $ | Gazon (ext.)    | Jana Novotná Helena Suková           | Elizabeth Smylie | 6-3, 6-4      | Parcours |

### Titres en double mixte
| No | Date       | Nom et lieu du tournoi      | Catégorie | Dotation    | Surface      | Partenaire | Finalistes                          | Score         |          |
| -- | ---------- | --------------------------- | --------- | ----------- | ------------ | ---------- | ----------------------------------- | ------------- | -------- |
| 1  | 26-05-1986 | Roland-Garros Paris         | G. Chelem | 930 000 $   | Terre (ext.) | Ken Flach  | Rosalyn Fairbank Mark Edmondson     | 3-6, 7-6, 6-3 | Parcours |
| 2  | 23-06-1986 | The Championships Wimbledon | G. Chelem | 1 204 980 $ | Gazon (ext.) | Ken Flach  | Martina Navrátilová Heinz Günthardt | 6-3, 7-67     | Parcours |

### Finale en double mixte
| No | Date       | Nom et lieu du tournoi      | Catégorie | Dotation  | Surface      | Vainqueures               | Partenaire   | Score    |          |
| -- | ---------- | --------------------------- | --------- | --------- | ------------ | ------------------------- | ------------ | -------- | -------- |
| 1  | 25-06-1984 | The Championships Wimbledon | G. Chelem | 680 000 $ | Gazon (ext.) | Wendy Turnbull John Lloyd | Steve Denton | 6-3, 6-3 | Parcours |

## Parcours en Grand Chelem

### En simple dames
| Année | Open d'Australie (janvier) | Open d'Australie (janvier) | Internationaux de France | Internationaux de France | Wimbledon       | Wimbledon           | US Open         | US Open             | Open d'Australie (décembre) | Open d'Australie (décembre) |
| ----- | -------------------------- | -------------------------- | ------------------------ | ------------------------ | --------------- | ------------------- | --------------- | ------------------- | --------------------------- | --------------------------- |
| 1978  | n/a                        | n/a                        | -                        | -                        | -               | -                   | 2e tour (1/32)  | Zenda Liess         | -                           | -                           |
| 1979  | n/a                        | n/a                        | -                        | -                        | 4e tour (1/8)   | Evonne Goolagong    | 4e tour (1/8)   | Tracy Austin        | -                           | -                           |
| 1980  | n/a                        | n/a                        | 1/4 de finale            | Chris Evert              | 4e tour (1/8)   | Martina Navrátilová | 4e tour (1/8)   | Mima Jaušovec       | -                           | -                           |
| 1981  | n/a                        | n/a                        | 3e tour (1/16)           | Candy Reynolds           | 4e tour (1/8)   | Virginia Ruzici     | 4e tour (1/8)   | Martina Navrátilová | 3e tour (1/8)               | Martina Navrátilová         |
| 1982  | n/a                        | n/a                        | -                        | -                        | 3e tour (1/16)  | Tracy Austin        | 1er tour (1/64) | Ann Kiyomura        | -                           | -                           |
| 1983  | n/a                        | n/a                        | 4e tour (1/8)            | Tracy Austin             | 1/4 de finale   | Billie Jean King    | 4e tour (1/8)   | Chris Evert         | Finale                      | Martina Navrátilová         |
| 1984  | n/a                        | n/a                        | 2e tour (1/32)           | Virginia Ruzici          | 1/2 finale      | Martina Navrátilová | 2e tour (1/32)  | Helena Suková       | -                           | -                           |
| 1985  | n/a                        | n/a                        | -                        | -                        | 2e tour (1/32)  | Larisa Savchenko    | 4e tour (1/8)   | Hana Mandlíková     | -                           | -                           |
| 1986  | n/a                        | n/a                        | 1er tour (1/64)          | Camille Benjamin         | 4e tour (1/8)   | Chris Evert         | 4e tour (1/8)   | Pam Shriver         | n/a                         | n/a                         |
| 1987  | -                          | -                          | -                        | -                        | 1er tour (1/64) | Catarina Lindqvist  | 1er tour (1/64) | Manuela Maleeva     | n/a                         | n/a                         |
| 1990  | -                          | -                          | -                        | -                        | 1er tour (1/64) | Julie Halard        | 1er tour (1/64) | Gabriela Sabatini   | n/a                         | n/a                         |

À droite du résultat, l’ultime adversaire.

### En double dames
| Année | Open d'Australie (janvier) | Open d'Australie (janvier) | Internationaux de France   | Internationaux de France  | Wimbledon                   | Wimbledon                  | US Open                   | US Open                    | Open d'Australie (décembre) | Open d'Australie (décembre) |
| ----- | -------------------------- | -------------------------- | -------------------------- | ------------------------- | --------------------------- | -------------------------- | ------------------------- | -------------------------- | --------------------------- | --------------------------- |
| 1978  | n/a                        | n/a                        | -                          | -                         | -                           | -                          | 1/4 de finale Wendy White | F. Dürr Virginia Wade      | -                           | -                           |
| 1979  | n/a                        | n/a                        | 2e tour (1/8) Diane Desfor | F. Dürr Virginia Wade     | 1er tour (1/32) Wendy White | B. Cuypers Laura duPont    | 2e tour (1/16) Anne Smith | D. Marzano F. Thibault     | -                           | -                           |
| 1980  | n/a                        | n/a                        | Victoire Anne Smith        | I. Madruga A. Villagrán   | Victoire Anne Smith         | Rosie Casals W. Turnbull   | 1/2 finale Anne Smith     | Pam Shriver Betty Stöve    | -                           | -                           |
| 1981  | n/a                        | n/a                        | 1/4 de finale Anne Smith   | R. Fairbank Tanya Harford | Finale Anne Smith           | Navrátilová Pam Shriver    | Victoire Anne Smith       | Rosie Casals W. Turnbull   | Victoire Anne Smith         | Navrátilová Pam Shriver     |
| 1982  | n/a                        | n/a                        | -                          | -                         | Finale Anne Smith           | Navrátilová Pam Shriver    | 1/4 de finale Anne Smith  | Bettina Bunge Kohde-Kilsch | -                           | -                           |
| 1983  | n/a                        | n/a                        | Finale Anne Smith          | R. Fairbank C. Reynolds   | 1/4 de finale Mima Jaušovec | Navrátilová Pam Shriver    | 1/2 finale Mima Jaušovec  | Navrátilová Pam Shriver    | 1/2 finale B. Potter        | Navrátilová Pam Shriver     |
| 1984  | n/a                        | n/a                        | 1/4 de finale Anne Smith   | K. Horvath V. Ruzici      | Finale Anne Smith           | Navrátilová Pam Shriver    | 3e tour (1/8) E. Sayers   | Chris Evert B. J. King     | -                           | -                           |
| 1985  | n/a                        | n/a                        | -                          | -                         | Victoire E. Smylie          | Navrátilová Pam Shriver    | 2e tour (1/16) E. Smylie  | Laura Arraya Amy Holton    | -                           | -                           |
| 1986  | n/a                        | n/a                        | 1/4 de finale A. Moulton   | Navrátilová A. Temesvári  | 3e tour (1/8) A. Moulton    | H. Mandlíková W. Turnbull  | 1/4 de finale E. Smylie   | Navrátilová Pam Shriver    | n/a                         | n/a                         |
| 1987  | -                          | -                          | -                          | -                         | 1/4 de finale Anne Smith    | Kohde-Kilsch Helena Suková | Finale E. Smylie          | Navrátilová Pam Shriver    | n/a                         | n/a                         |
| 1989  | -                          | -                          | -                          | -                         | -                           | -                          | 1/4 de finale B. Nagelsen | MJ Fernández Pam Shriver   | n/a                         | n/a                         |
| 1990  | 3e tour (1/8) E. Smylie    | Jo-Anne Faull R. McQuillan | 2e tour (1/16) E. Smylie   | G. Castro C. Martínez     | Finale E. Smylie            | Jana Novotná Helena Suková | 1/2 finale E. Smylie      | G. Fernández Navrátilová   | n/a                         | n/a                         |
| 1991  | 1/4 de finale E. Smylie    | Monica Seles Anne Smith    | 1/4 de finale M. McGrath   | L. Neiland N. Zvereva     | 1/4 de finale Lori McNeil   | MJ Fernández Zina Garrison | -                         | -                          | n/a                         | n/a                         |

Sous le résultat, la partenaire ; à droite, l’ultime équipe adverse.

### En double mixte
| Année | Open d'Australie (janvier), | Open d'Australie (janvier), | Internationaux de France   | Internationaux de France  | Wimbledon                     | Wimbledon                   | US Open                      | US Open                   | Open d'Australie (décembre), | Open d'Australie (décembre), |
| ----- | --------------------------- | --------------------------- | -------------------------- | ------------------------- | ----------------------------- | --------------------------- | ---------------------------- | ------------------------- | ---------------------------- | ---------------------------- |
| 1979  | n/a                         | n/a                         | -                          | -                         | -                             | -                           | 2e tour (1/8) Peter Rennert  | Greer Stevens Bob Hewitt  | n/a                          | n/a                          |
| 1980  | n/a                         | n/a                         | 2e tour (1/8) Tim Garcia   | Linda Siegel Andrés Gómez | 1er tour (1/32) Peter Rennert | Kathy May Brian Teacher     | -                            | -                         | n/a                          | n/a                          |
| 1983  | n/a                         | n/a                         | -                          | -                         | 1/4 de finale Tom Gullikson   | B. J. King Steve Denton     | 2e tour (1/8) E. Teltscher   | E. Sayers J. Fitzgerald   | n/a                          | n/a                          |
| 1984  | n/a                         | n/a                         | -                          | -                         | Finale Steve Denton           | W. Turnbull John Lloyd      | 1/4 de finale Steve Denton   | R. Fairbank C. Dowdeswell | n/a                          | n/a                          |
| 1985  | n/a                         | n/a                         | -                          | -                         | 1/2 finale M. Edmondson       | E. Smylie J. Fitzgerald     | 1er tour (1/16) Steve Denton | Ilana Kloss Steve Meister | n/a                          | n/a                          |
| 1986  | n/a                         | n/a                         | Victoire Ken Flach         | R. Fairbank M. Edmondson  | Victoire Ken Flach            | Navrátilová H. Günthardt    | 1/4 de finale Ken Flach      | R. Reggi Sergio Casal     | n/a                          | n/a                          |
| 1987  | -                           | -                           | -                          | -                         | 1/4 de finale Ken Flach       | Patty Fendick Andy Kohlberg | 2e tour (1/8) Ken Flach      | Terry Phelps Jim Pugh     | n/a                          | n/a                          |
| 1990  | -                           | -                           | 1er tour (1/32) P. McEnroe | M. Jaggard B. Dyke        | 2e tour (1/16) Cássio Motta   | Robin White Shelby Cannon   | 1er tour (1/16) van Rensburg | Robin White Shelby Cannon | n/a                          | n/a                          |
| 1991  | 2e tour (1/8) Bryan Shelton | C. MacGregor R. Van't Hof   | 1/4 de finale M. Woodforde | Helena Suková Cyril Suk   | 2e tour (1/16) Ken Flach      | K. Kschwendt Sven Salumaa   | -                            | -                         | n/a                          | n/a                          |

Sous le résultat, le partenaire ; à droite, l’ultime équipe adverse.

## Parcours aux Masters

### En simple dames
| # | Date       | Nom de l'édition                      | ($)     | Surface         | Résultat       | Ultime adversaire | Score         |          |
| - | ---------- | ------------------------------------- | ------- | --------------- | -------------- | ----------------- | ------------- | -------- |
| 1 | 17/03/1980 | Avon Circuit Championships New York   | 300 000 | Moquette (int.) | 1/4 de finale  | Evonne Goolagong  | 6-2, 6-4      | Parcours |
| 2 | 22/03/1982 | Avon Circuit Championships New York   | 300 000 | Moquette (int.) | 1/4 de finale  | Anne Smith        | 6-2, 3-6, 6-1 | Parcours |
| 3 | 27/02/1984 | Virginia Slims Championships New York | 500 000 | Moquette (int.) | 1er tour (1/8) | Chris Evert       | 7-5, 4-6, 6-3 | Parcours |
| 4 | 18/03/1985 | Virginia Slims Championships New York | 500 000 | Moquette (int.) | 1/4 de finale  | Kathy Rinaldi     | 6-1, 6-3      | Parcours |

### En double dames
| # | Date       | Nom de l'édition                            | ($)       | Surface         | Résultat      | Partenaire       | Ultimes adversaires                  | Score         |          |
| - | ---------- | ------------------------------------------- | --------- | --------------- | ------------- | ---------------- | ------------------------------------ | ------------- | -------- |
| 1 | 17/03/1980 | Avon Circuit Championships New York         | 300 000   | Moquette (int.) | 1/2 finale    | Anne Smith       | Billie Jean King Martina Navrátilová | 6-4, 6-3      | Parcours |
| 2 | 07/01/1981 | Colgate Series Championships Washington     | 250 000   | Moquette (int.) | 1/2 finale    | Anne Smith       | Paula Smith Candy Reynolds           | 6-3, 1-6, 6-4 | Parcours |
| 3 | 14/12/1981 | Toyota Series Championships East Rutherford | 250 000   | Dur (int.)      | 1/2 finale    | Anne Smith       | Rosie Casals Wendy Turnbull          | 6-2, 6-3      | Parcours |
| 4 | 22/03/1982 | Avon Circuit Championships New York         | 300 000   | Moquette (int.) | Finale        | Anne Smith       | Martina Navrátilová Pam Shriver      | 6-4, 6-3      | Parcours |
| 5 | 21/03/1983 | Virginia Slims Championships New York       | 350 000   | Moquette (int.) | 1/2 finale    | Anne Smith       | Claudia Kohde-Kilsch Eva Pfaff       | 4-6, 6-3, 6-2 | Parcours |
| 6 | 27/02/1984 | Virginia Slims Championships New York       | 500 000   | Moquette (int.) | 1/4 de finale | Anne Smith       | Jo Durie Ann Kiyomura                | 7-5, 6-3      | Parcours |
| 7 | 17/03/1986 | Virginia Slims Championships New York       | 500 000   | Moquette (int.) | 1/4 de finale | Elizabeth Smylie | Svetlana Cherneva Larisa Savchenko   | 7-5, 2-6, 6-2 | Parcours |
| 8 | 12/11/1990 | Virginia Slims Championships New York       | 3 000 000 | Moquette (int.) | Victoire      | Elizabeth Smylie | Mercedes Paz Arantxa Sánchez         | 7-6, 6-4      | Parcours |

## Parcours en Coupe de la Fédération
| #                                                                         | Date       | Lieu      | Surface      | Gagnante(s)                     | Perdante(s)                            | Score          |          |
|                                                                           |            |           |              |                                 |                                        |                |          |
| 1980 - 1er tour (groupe mondial) - États-Unis - Pologne - 3 : 0           |            |           |              |                                 |                                        |                |          |
| 1                                                                         | 19/05/1980 | Berlin    | Terre (ext.) | Kathy Jordan                    | Iwona Kuczyńska                        | 6-0, 6-1       | Parcours |
| 1                                                                         | 19/05/1980 | Berlin    | Terre (ext.) | Rosie Casals Kathy Jordan       | Dorota Dziekonska Iwona Kuczyńska      | 6-3, 4-6, 6-3  | Parcours |
|                                                                           |            |           |              |                                 |                                        |                |          |
| 1980 - 2e tour (groupe mondial) - États-Unis - Nouvelle-Zélande - 3 : 0   |            |           |              |                                 |                                        |                |          |
| 2                                                                         | 19/05/1980 | Berlin    | Terre (ext.) | Rosie Casals Kathy Jordan       | Judy Connor Chris Newton               | 6-2, 7-5       | Parcours |
|                                                                           |            |           |              |                                 |                                        |                |          |
| 1980 - 1/4 de finale (groupe mondial) - États-Unis - URSS - 3 : 0         |            |           |              |                                 |                                        |                |          |
| 3                                                                         | 19/05/1980 | Berlin    | Terre (ext.) | Rosie Casals Kathy Jordan       | Julia Salnikova Olga Zaitseva          | 6-4, 6-1       | Parcours |
|                                                                           |            |           |              |                                 |                                        |                |          |
| 1980 - 1/2 finale (groupe mondial) - États-Unis - Tchécoslovaquie - 3 : 0 |            |           |              |                                 |                                        |                |          |
| 4                                                                         | 19/05/1980 | Berlin    | Terre (ext.) | Rosie Casals Kathy Jordan       | Iva Budařová Renáta Tomanová           | 6-3, 6-0       | Parcours |
|                                                                           |            |           |              |                                 |                                        |                |          |
| 1980 - Finale (groupe mondial) - États-Unis - Australie - 3 : 0           |            |           |              |                                 |                                        |                |          |
| 5                                                                         | 19/05/1980 | Berlin    | Terre (ext.) | Rosie Casals Kathy Jordan       | Dianne Fromholtz Susan Leo             | 2-6, 6-4, 6-4  | Parcours |
|                                                                           |            |           |              |                                 |                                        |                |          |
| 1981 - 1er tour (groupe mondial) - États-Unis - Corée du Sud - 3 : 0      |            |           |              |                                 |                                        |                |          |
| 6                                                                         | 09/11/1981 | Tokyo     | Terre (ext.) | Rosie Casals Kathy Jordan       | Kim Soo-ok Duk-Hee Lee                 | 6-2, 6-2       | Parcours |
|                                                                           |            |           |              |                                 |                                        |                |          |
| 1981 - 2e tour (groupe mondial) - États-Unis - Espagne - 3 : 0            |            |           |              |                                 |                                        |                |          |
| 7                                                                         | 09/11/1981 | Tokyo     | Terre (ext.) | Rosie Casals Kathy Jordan       | Baldovinos-Cibeira Carmen Perea-Alcala | 6-0, 6-3       | Parcours |
|                                                                           |            |           |              |                                 |                                        |                |          |
| 1981 - 1/4 de finale (groupe mondial) - États-Unis - Roumanie - 3 : 0     |            |           |              |                                 |                                        |                |          |
| 8                                                                         | 09/11/1981 | Tokyo     | Terre (ext.) | Rosie Casals Kathy Jordan       | Florenta Mihai Virginia Ruzici         | 6-4, 6-1       | Parcours |
|                                                                           |            |           |              |                                 |                                        |                |          |
| 1981 - 1/2 finale (groupe mondial) - États-Unis - Suisse - 3 : 0          |            |           |              |                                 |                                        |                |          |
| 9                                                                         | 09/11/1981 | Tokyo     | Terre (ext.) | Rosie Casals Kathy Jordan       | Petra Delhees C. Jolissaint            | 6-7, 6-3, 6-4  | Parcours |
|                                                                           |            |           |              |                                 |                                        |                |          |
| 1981 - Finale (groupe mondial) - États-Unis - Grande-Bretagne - 3 : 0     |            |           |              |                                 |                                        |                |          |
| 10                                                                        | 09/11/1981 | Tokyo     | Terre (ext.) | Rosie Casals Kathy Jordan       | Virginia Wade Jo Durie                 | 6-4, 7-5       | Parcours |
|                                                                           |            |           |              |                                 |                                        |                |          |
| 1984 - 1er tour (groupe mondial) - États-Unis - Mexique - 3 : 0           |            |           |              |                                 |                                        |                |          |
| 11                                                                        | 16/07/1984 | São Paulo | Terre (ext.) | Kathy Jordan                    | Heliane Steden                         | 6-2, 6-4       | Parcours |
| 11                                                                        | 16/07/1984 | São Paulo | Terre (ext.) | Kathy Jordan Anne Smith         | Claudia Hernandez Alejandra Vallejo    | 6-3, 6-0       | Parcours |
|                                                                           |            |           |              |                                 |                                        |                |          |
| 1984 - 2e tour (groupe mondial) - États-Unis - Suisse - 2 : 1             |            |           |              |                                 |                                        |                |          |
| 12                                                                        | 16/07/1984 | São Paulo | Terre (ext.) | C. Jolissaint                   | Kathy Jordan                           | 2-6, 6-4, 6-3  | Parcours |
| 12                                                                        | 16/07/1984 | São Paulo | Terre (ext.) | Kathy Jordan Anne Smith         | Lilian Drescher C. Jolissaint          | 6-4, 6-3       | Parcours |
|                                                                           |            |           |              |                                 |                                        |                |          |
| 1984 - 1/4 de finale (groupe mondial) - États-Unis - Italie - 2 : 1       |            |           |              |                                 |                                        |                |          |
| 13                                                                        | 16/07/1984 | São Paulo | Terre (ext.) | Kathy Jordan Anne Smith         | Sandra Cecchini Raffaella Reggi        | 6-3, 6-1       | Parcours |
|                                                                           |            |           |              |                                 |                                        |                |          |
| 1984 - 1/2 finale (groupe mondial) - États-Unis - Australie - 1 : 2       |            |           |              |                                 |                                        |                |          |
| 14                                                                        | 16/07/1984 | São Paulo | Terre (ext.) | Kathy Jordan                    | Wendy Turnbull                         | 6-3, 7-6       | Parcours |
| 14                                                                        | 16/07/1984 | São Paulo | Terre (ext.) | Elizabeth Sayers Wendy Turnbull | Kathy Jordan Anne Smith                | 7-6, 6-4       | Parcours |
|                                                                           |            |           |              |                                 |                                        |                |          |
| 1985 - 1er tour (groupe mondial) - Corée du Sud - États-Unis - 0 : 3      |            |           |              |                                 |                                        |                |          |
| 15                                                                        | 08/10/1985 | Nagoya    | Dur (ext.)   | Kathy Jordan                    | Seol Min-kyung                         | 6-3, 6-4       | Parcours |
| 15                                                                        | 08/10/1985 | Nagoya    | Dur (ext.)   | Kathy Jordan Sharon Walsh-Pete  | Choi Jeong-ok Lee Jeong-soon           | 6-0, 6-0       | Parcours |
|                                                                           |            |           |              |                                 |                                        |                |          |
| 1985 - 2e tour (groupe mondial) - Chine - États-Unis - 0 : 3              |            |           |              |                                 |                                        |                |          |
| 16                                                                        | 08/10/1985 | Nagoya    | Dur (ext.)   | Kathy Jordan                    | Zhong Ni                               | 6-1, 6-0       | Parcours |
| 16                                                                        | 08/10/1985 | Nagoya    | Dur (ext.)   | Kathy Jordan Sharon Walsh-Pete  | Li Xin-Yi Zhong Ni                     | 6-2, 6-2       | Parcours |
|                                                                           |            |           |              |                                 |                                        |                |          |
| 1985 - 1/4 de finale (groupe mondial) - Argentine - États-Unis - 1 : 2    |            |           |              |                                 |                                        |                |          |
| 17                                                                        | 08/10/1985 | Nagoya    | Dur (ext.)   | Kathy Jordan                    | Adriana Villagrán                      | 6-1, 6-1       | Parcours |
| 17                                                                        | 08/10/1985 | Nagoya    | Dur (ext.)   | Kathy Jordan Sharon Walsh-Pete  | Gabriela Sabatini Adriana Villagrán    | 5-7, 6-3, 6-4  | Parcours |
|                                                                           |            |           |              |                                 |                                        |                |          |
| 1985 - 1/2 finale (groupe mondial) - Australie - États-Unis - 1 : 2       |            |           |              |                                 |                                        |                |          |
| 18                                                                        | 08/10/1985 | Nagoya    | Dur (ext.)   | Wendy Turnbull                  | Kathy Jordan                           | 6-4, 6-77, 7-5 | Parcours |
| 18                                                                        | 08/10/1985 | Nagoya    | Dur (ext.)   | Elise Burgin Kathy Jordan       | Elizabeth Smylie Wendy Turnbull        | 0-6, 6-1, 6-4  | Parcours |
|                                                                           |            |           |              |                                 |                                        |                |          |
| 1985 - Finale (groupe mondial) - Tchécoslovaquie - États-Unis - 2 : 1     |            |           |              |                                 |                                        |                |          |
| 19                                                                        | 06/10/1985 | Nagoya    | Dur (ext.)   | Hana Mandlíková                 | Kathy Jordan                           | 7-5, 6-1       | Parcours |

## Classements WTA

### En simple
A compléter (note d'oct. 2023)
| Année | 1983 | 1986 | 1990 |
| Rang  | 14   | 15   | 205  |

Source : (en) « Classements de Kathy Jordan », sur le site officiel du WTA Tour